# King & Queen
『King & Queen』（キング・アンド・クイーン）は、日本のミュージシャンである布袋寅泰の5枚目のアルバムである。

## 解説
ソロデビュー時から銘打っていた『GUITARHYTHMシリーズ』を一旦終了させ、2枚のベスト盤をリリースした後の作品。「King & Queen」というフレーズ自体は、既に1995年初頭から布袋の頭の中にあったという。
『GUITARHYTHM』シリーズとは違い、明確なコンセプトがないアルバムとなっており、様々なタイプの楽曲が収録されている。このような作品となった背景には「今までプロとして何十枚という作品を作ってきたから、もうレコードを作る前にほとんど完成形が見えてしまっていた。それがつまらなくて今回はそんなものを壊したかった」という草案があった。また『GUITARHYTHM』時代には敢えて抑えていたというメロディアスな要素を前面に押し出し、全体的にポップな世界観となっている。
また本作について布袋は「『GUITARHYTHM』という作品群は、俺が自分と向かい合って自分自身の扉を開いてきたという世界。でも今回は相手がいる音楽。伝えたい相手と言葉がある。これがまったくもって違うところ」としており、「ひとりひとりにそれぞれキングとクイーンの椅子があると思う。課せられた運命やまっとうすべきものがあって、何かを貫いた者だけが手に入れることができる椅子があるんだと」「お前の自信が主役なんだ、お前がワン＆オンリーなんだってことを言いたい」といった想いも語っている。
憧れのギタリストであるブライアン・セッツァーと初の共演を果たした。当初セッツァーはスケジュールの関係でレコーディングには参加できない可能性が濃厚だったとされるが、布袋の「いま俺と一緒に演らなかったら後悔するぞ」という強気の言葉に後押しされて来日が実現したというエピソードがある。最終的にはセッツァーが「今度のストレイ・キャッツのアルバムは布袋にプロデュースして欲しい」とオファーをするまでに意気投合した。
現在のところ、オリジナルのスタジオアルバムでは最大のヒットを記録している。

## 録音
前述の通り、本作はこれまでの作品と構想が一変したこともあり、レコーディングはストリングスなど一部を除いてほぼ全ての楽曲が国内でレコーディングされ、布袋の個人事務所「IRc2 CORPORATION」が所有するIRc2スタジオがメインで使用された。
レコーディングに当たり、知人の画伯に「スタジオの内装を芸術的空間に変えてほしい」と依頼し、ブース内に様々な色の布を張り巡らせるなどのインスピレーション・アートで飾り付けを行なった。完成後は「白の部屋はギターの部屋」「青の部屋は作詞の部屋」「赤の部屋は歌う部屋」といった具合でレコーディングが進められた。
収録曲は13曲だが、デモの段階では20曲近くが用意されており、それぞれの楽曲1つ1つに4つほどのバージョンが存在した。

## リリース
1996年2月28日に東芝EMIのイーストワールドレーベルよりリリースされた。その際、初回生産分のみでピンク・青の布製BOX、またピンク・青のビニールケースの4種類の仕様があり、またCDのカラーケースも赤・青・黄・緑の4種類の仕様でリリースされた。
アルバムリリース後に「命は燃やしつくすためのもの」をシングルカットしており、先行シングルの「スリル」と「ラストシーン」と合せ、これらすべてのシングルにPVが制作されている。
なお、「GUITARHYTHM」シリーズのスタジオアルバムは必ずLP盤がリリースされていたが、本作はCD盤のみとなっている。

### リリース履歴
| No. | 日付           | レーベル                              | 規格   | 規格品番   | 最高順位 | 備考                                                               |
| --- | -------------- | ------------------------------------- | ------ | ---------- | -------- | ------------------------------------------------------------------ |
| 1   | 1996年2月28日  | 東芝EMI／イーストワールド             | CD     | TOCT-9350  | 1位      |                                                                    |
| 2   | 2000年12月13日 | 東芝EMI／アストロノーツスター         | CD     | AJCH-30010 | -        | デジタルリマスタリング盤                                           |
| 3   | 2012年2月1日   | EMIミュージック・ジャパン／ヴァージン | SHM-CD | TOCT-95126 | 23位     | 2000年デジタルリマスタリング盤、『MEMORIAL SUPER BOX』でのリリース |

## ツアー
本作に伴っての全国ツアーは『King & Queen TOUR』と題し、1996年3月9日の神奈川県民ホールを皮切りに22都市45公演を行っている。全公演がホール規模の会場にて開催された。5月13日の仙台公演リハーサル中に右鎖骨を骨折した為、9公演を延期、4公演を中止している。
ツアーメンバーは前年行った『TOKYO Inter-Live '95 サイバーシティーは眠らない』に引き続き、辻剛、HIROSHI、中幸一郎、そして新たに富樫春生が参加している。
本ツアーのライブ・ビデオ及びライブ・アルバムはリリースされておらず、ビデオクリップ集『H』に数曲が収録されているのみである。
上記ツアー後、追加公演としてアリーナツアー『SPACE COWBOY TOUR』が同年11月7日横浜アリーナより7都市15公演行われた。「太陽暦2017年の地球で行われるスペース・カウボーイと仲間達によるロックンロール・サーカス」というコンセプトで行われ、メンバーはそれぞれ下記のように扮した。
- 布袋寅泰：SPACE COWBOY
- 辻剛：SPACE SPY
- HIROSHI：SPACE GERONIMO
- 中幸一郎：SPACE COP
- 富樫春生：SPACE GENGHIS KHAN

本ツアーの最終公演から、ライブ・アルバム『SPACE COWBOY SHOW』『SPACE COWBOY SHOW ENCORE』、ライブ・ビデオ『SPACE COWBOY SHOW』がリリースされた。なおこの3点の購入者応募特典として、非売品ライブビデオ『SPACE COWBOY SHOW ENCORE』のプレゼントもあった。またPlayStationおよびWindows 95用ゲーム『STOLEN SONG』にも、ライブの映像が使用されている。

## エピソード
本作のレコーディングでブライアン・セッツァーと初対面する日に髪を緑に染めていった。するとスタジオに現れたブライアンも髪を紫に染めてきており、その場で大笑いし意気投合してしまった。以後ブライアンとは2007年にジョイント・ツアー『HOTEI presents "SUPER SOUL SESSIONS" BRIAN SETZER vs HOTEI vs CHAR』を開催するなど、今日まで交流が続いている。

## 収録曲
| 全作曲: 布袋寅泰。 |                                |           |            |      |
| #                  | タイトル                       | 作詞      | 作曲・編曲 | 時間 |
| 1.                 | 「RUNAWAY! JOHNNY!!!」         | 布袋寅泰  | 布袋寅泰   | 3:07 |
| 2.                 | 「スリル」                     | 森雪之丞  | 布袋寅泰   | 4:39 |
| 3.                 | 「TWO OF US」                  | 森雪之丞  | 布袋寅泰   | 4:17 |
| 4.                 | 「King & Queen」               | 森雪之丞  | 布袋寅泰   | 4:59 |
| 5.                 | 「GHETTO BLASTER」             | 布袋寅泰  | 布袋寅泰   | 5:11 |
| 6.                 | 「BOYS BE AMBITIOUS」          | 布袋寅泰  | 布袋寅泰   | 3:42 |
| 7.                 | 「命は燃やしつくすためのもの」 | 布袋寅泰  | 布袋寅泰   | 6:10 |
| 8.                 | 「SPACE COWBOY」               |           | 布袋寅泰   | 2:32 |
| 9.                 | 「CAPTAIN ROCK」               | 森雪之丞  | 布袋寅泰   | 4:31 |
| 10.                | 「ラストシーン」               | 布袋寅泰  | 布袋寅泰   | 5:28 |
| 11.                | 「FULL MOON PARTY」            | 布袋寅泰  | 布袋寅泰   | 2:36 |
| 12.                | 「VELVET KISS」                |           | 布袋寅泰   | 2:16 |
| 13.                | 「DEAR MY LOVE」               | 布袋寅泰  | 布袋寅泰   | 5:59 |
| 合計時間:          | 合計時間:                      | 合計時間: | 55:29      |      |

### 曲解説
1. RUNAWAY! JOHNNY!!!
ブライアン・セッツァーがギターで参加。
2. スリル
詳細は「スリル」の項を参照。
3. TWO OF US
デモの段階では歌詞が5パターンほど存在した。
4. King & Queen
全ギターパートをブライアン・セッツァーが担当。現在のところ、第三者に全ギターパートを委ねた唯一の楽曲である。
5. GHETTO BLASTER
心電図の音から始まる。間奏部分はアルバム『GUITARHYTHM』（1988年）収録曲「C'MON EVERYBODY」、アルバム『GUITARHYTHM IV』（1994年）収録曲「TIME HAS COME」、シングル「POISON」（1995年）のイントロのサンプリング。
6. BOYS BE AMBITIOUS
COMPLEXの『COMPLEX』の時期に制作され、お蔵入りしていた楽曲。曲名も同じだった。
7. 命は燃やしつくすためのもの
詳細は「命は燃やしつくすためのもの」の項を参照。
8. SPACE COWBOY
インストナンバー。後に発売された『ELECTRIC SAMURAI』にはリマスタリングされ収録された。
1996年11月から12月にかけて、この楽曲タイトルから派生した『SPACE COWBOY TOUR』が開催されている。
9. CAPTAIN ROCK
10. ラストシーン
詳細は「ラストシーン」の項を参照。
11. FULL MOON PARTY
ブライアン・セッツァーがギターソロを担当。
12. VELVET KISS
13. DEAR MY LOVE
マイケル・ケイメンとの共同プロデュース。
イントロと間奏にエレクトリック・シタールを使用している。

## 参加ミュージシャン
- 布袋寅泰
  - ボーカル
  - ギター (1.2.5-13曲目)
  - エレクトリック・ギター、アコースティック・ギター (3曲目)
  - ベース（2.3.5,8,9,11曲目)
  - ドラムス（5,8曲目）
  - キーボード（2,3.10曲目）
  - エレクトリック・シタール (13曲目)
- ブライアン・セッツァー
  - ギター（1,4,11曲目）
  - バッキングボーカル (11曲目)
- King & Queen Big Band Orchestra (4曲目)
- 藤井丈司
  - プログラミング（1~3,5,6,9~11,13曲目）
  - アコースティックギター（3曲目）
- 梅崎俊春 - プログラミング（8,12.13曲目）
- 村田陽一
  - ビッグバンドアレンジメント (4曲目)
  - トロンボーン＆ホーンアレンジメント（9,11曲目）
- SIMON HALE
  - キーボード（10,13曲目）
  - ストリングスアレンジメント（7,12曲目）
- マイケル・ケイメン - ストリングスアレンジメント（13曲目）

- 青山純 - ドラムス（1,13曲目）
- 中幸一郎 －ドラムス（6曲目）
- 浅田孟 - ベース（1曲目）
- HIROSHI
  - ベース（6曲目）
  - バッキングボーカル（6,9曲目）
- クマ原田 - ベース（7,13曲目）
- マイク・エドワーズ - DJ（9曲目）
- イアン・ベイカー - DJ（9曲目）
- MEL GAYNER －ドラムス（7曲目）
- King & Queen London Orchestra (7.12曲目)
- LUIS JARDIM － パーカッション（3,13曲目）
- 荒木敏男 - トランペット（9,11曲目）
- 菅坂雅彦 - トランペット（11曲目）
- 小池修 - アクトサックス（11曲目）
- 竹野昌邦 - テナーサックス（9,11曲目）
- 山本拓夫 - バリトンサックス（9,11曲目）
- London Philharmonic Orchestra (13曲目)
- JEFF PATTERSON
  - ラップ（5曲目）
  - バッキングボーカル（5,9,11曲目）
- JOHN MILES - バッキングボーカル（5,9,11曲目）
- LENNY ZAKATEK - バッキングボーカル（5,9,11曲目）
- DANIELES - バッキングボーカル（9曲目）
- CHRIS RAINBOW - バッキングボーカル（10曲目）
- JILL - バッキングボーカル（6,9曲目）
- 藤井フミヤ - バッキングボーカル（2曲目）
- 花田裕之 - バッキングボーカル（6.9曲目）
- 今井美樹 - バッキングボーカル（10曲目）
- 藤神敬也 - バッキングボーカル（2,6,9曲目）
- かの香織 - バッキングボーカル (10曲目)
- JOSIE MILES, BEV SKEETS：バッキングボーカル (11曲目)